# Liste der Kulturdenkmäler in Zilshausen
In der Liste der Kulturdenkmäler in Zilshausen sind alle Kulturdenkmäler der rheinland-pfälzischen Ortsgemeinde Zilshausen einschließlich des Ortsteils Petershäuser Hof aufgeführt. Grundlage ist die Denkmalliste des Landes Rheinland-Pfalz (Stand: 27. Oktober 2023).

## Einzeldenkmäler
| Bezeichnung                                        | Lage                                   | Baujahr                 | Beschreibung                                                                                           | Bild                           |
| -------------------------------------------------- | -------------------------------------- | ----------------------- | --- | ------------------------------ |
| Quereinhaus                                        | Zilshausen, Balduinseck 2 Lage         | 18. Jahrhundert         | Quereinhaus; Fachwerkbau, teilweise massiv oder verschiefert, abgewalmtes Mansarddach, 18. Jahrhundert | Fotos hochladen                |
| Katholische Kapelle zur Schmerzhaften Muttergottes | Zilshausen, Kapellenstraße 4 Lage      | 1847                    | Saalbau, Bruchstein, bezeichnet 1847                                                                   | weitere Bilder Fotos hochladen |
| Kapelle zur Heiligen Dreifaltigkeit                | Petershäuserhof, bei Nr. 11 Lage       | 18. und 19. Jahrhundert | Saalbau, 18. und 19. Jahrhundert                                                                       | Fotos hochladen                |
| Katholische Pfarrkirche St. Maria Magdalena        | Petershäuserhof, Nr. 12 Lage           | 1903–05                 | neugotischer Saalbau, Bruchstein, 1903–05, Architekt Peter Marx, Trier                                 | weitere Bilder Fotos hochladen |
| Friedhofskreuz                                     | Petershäuserhof, auf dem Friedhof Lage | 1857                    | Friedhofskreuz, 1857                                                                                   | BW                             |